# Maria Baldwin House
Als Maria Baldwin House ist seit 1976 das ehemalige Wohnhaus der afroamerikanischen Lehrerin Maria Louise Baldwin mit dem Status einer National Historic Landmark im National Register of Historic Places eingetragen. Das in Cambridge, Massachusetts stehende Gebäude befindet sich in Privatbesitz und ist nicht öffentlich zugänglich.

## Architektur
Das im Stil des Greek Revival vollständig aus Holz errichtete Doppelhaus besitzt im Kern einen T-förmigen Grundriss, der um Anbauten erweitert wurde. Das Haus ist zwei Stockwerke hoch und besitzt ein Giebeldach mit Schieferdeckung. Entlang der Dachlinie verläuft rundum ein unverziertes Gebälk, das von einem Gesims überragt wird und an den kurzen Gebäudeseiten den optischen Eindruck eines tatsächlich nicht vorhandenen Giebeldreiecks entstehen lässt.
An der parallel zur Straße verlaufenden Vorderseite befinden sich die mittig ausgerichteten, nebeneinander platzierten Eingänge, die in einen Portikus integriert sind. Dieser ist zwei Joche lang sowie ein halbes Joch tief und ruht auf drei kannelierten Säulen Ionischer Ordnung, die von drei gegenüberliegenden, jedoch glatt ausgeführten Pilastern an der Wandseite gespiegelt werden.

## Historische Bedeutung
Maria Louise Baldwin war eine der bedeutendsten afroamerikanischen Lehrerinnen des späten 19. und frühen 20. Jahrhunderts in den Vereinigten Staaten. Sie wurde 1856 in Cambridge geboren und verbrachte dort den größten Teil ihres Lebens. Im Laufe ihrer mehr als 40-jährigen Karriere wurde sie zunächst zum Principal einer Grammar School und später  zum Master einer Secondary School ernannt, was ihr als einziger Angehörigen der schwarzen Bevölkerung Neuenglands sowie als einer von nur zwei Frauen in Cambridge gelang. Dort war sie zuletzt für zwölf Lehrerinnen und Lehrer sowie für 500 Schülerinnen und Schüler verantwortlich, die mehrheitlich Weiß waren. Auch außerhalb der Schule war sie im Großraum Cambridge-Boston in verschiedenen Gruppen aktiv und hielt darüber hinaus Reden in den gesamten Vereinigten Staaten.
Maria Baldwin verfügte über gute Kontakte unter anderem zu Edward Everett Hale, Thomas Wentworth Higginson, Julia Ward Howe, Archibald Grimké und William Monroe Trotter. Sie war lange Zeit Präsidentin der League of Women for Community Service sowie Mitglied der Robert Gould Shaw House Association und des Bostoner Twentieth Century Club. In ihrem Haus gab sie zudem Privatunterricht für schwarze Studenten der Harvard University, zu denen auch W. E. B. Du Bois gehörte.
In ihren Vorträgen bei Lehrervereinigungen referierte sie regelmäßig über Dichtkunst, Geschichte, das Frauenwahlrecht sowie über historische Persönlichkeiten der amerikanischen Geschichte. Sie war 1879 die erste Frau, die am Brooklyn Institute die Festrede anlässlich des Geburtstags von George Washington halten durfte. Unter dem Titel „Das Leben und Wirken von Harriet Beecher Stowe“ nutzte sie auch diese Gelegenheit, ihr Publikum weiterzubilden.